# Mohammad Bakri
Pour les articles homonymes, voir Bakri.
 (décembre 2017).
Si vous disposez d'ouvrages ou d'articles de référence ou si vous connaissez des sites web de qualité traitant du thème abordé ici, merci de compléter l'article en donnant les références utiles à sa vérifiabilité et en les liant à la section « Notes et références ».
Mohammad Bakri, né en 1953 à Bi'ina en Galilée (Israël), est un acteur, metteur en scène et réalisateur arabe israélien d'origine palestinienne,.

## Biographie
Mohammad Bakri étudie le théâtre à l'Université de Tel-Aviv.
Il a joué des rôles divers, parfois même le rôle principal, dans de nombreux théâtres en Israël : Habima, Cameri à Tel-Aviv, au théâtre de Haïfa et notamment dans le théâtre arabe Al Midan de Haïfa et le théâtre arabe Al Kasaba de Ramallah.
Il atteint une réelle notoriété dans les années 1980 en jouant dans le film Hanna K. de Costa-Gavras.
En 1993, il joue Saison de la migration vers le nord adapté du roman de l'écrivain soudanais Tayeb Saleh et mise en scène par Ouriel Zohar, rôle pour lequel il a reçu le prix du meilleur acteur au Festival de Théâtre de St-Jean-d'Acre. Pour Les Monologues Bakri, librement inspirés du roman d'Emile Habibi, Les aventures extraordinaires de Sa'îd le peptimiste, joué en français, en arabe et en hébreu, il apparaît en scène avec Ouriel Zohar à Paris, salle Boris Vian du Théâtre Paris-Villette, à la scène nationale de Cergy-Pontoise, à Lille, au Festival de la Paix à Bruxelles ainsi que dans d'autres pays.
Il réalise en 2002 le documentaire Jenin, Jenin sur le camp de réfugiés palestinien de Jénine,,. Bakri est poursuivi deux fois pour diffamation car il affirme dans le film qu’il y a eu massacre à Jénine. Le film a été interdit de projection pendant deux ans en Israël avant que la Cour suprême de ce pays ne renverse cette décision. Le film est à nouveau interdit de diffusion en Israël depuis 2021,.
Politiquement, il se décrit comme un inconditionnel de la non-violence, milite en faveur de la fin de l'occupation des territoires palestiniens et espère un État binational réunissant les Israéliens juifs et tous les Palestiniens.
Il est le père de six enfants, dont les acteurs Saleh Bakri, Ziad Bakri et Adam Bakri.

## Filmographie

### Acteur
- 1983 : Hanna K. de Constantin Costa-Gavras (Israël/France)
- 1984 : Au-delà des murs d'Uri Barbash écrit par Eran Preis, (Israël)
- 1986 : Esther d'Amos Gitai (Israël/Royaume-Uni)
- 1987 : Riposte immédiate (Death before dishonor) de Terry Leonard : Gavril
- 1988 : Rami og Julie d'Erik Clausen (Danemark)
- 1989 : Foreign Nights d'Izidore K. Musallam (Canada)
- 1991 : Cup Final d'Eran Riklis (Israël)
- 1994 : Le conte des trois diamants de Michel Khleifi (Palestine/Belgique)
- 1994 : Beyond the Walls II d'Uri Barbash (Israël)
- 1995 : Sous les pieds des femmes de Rachida Krim (France)
- 1996 : Haïfa de Rashid Masharawi (Palestine/Pays-Bas)
- 1997 : Desperado Square de Benny Toraty (Italie/Israël)
- 1999 : La Voie lactée d'Ali Nassar (Israël)
- 2001 : Le Tombeau de Jonas McCord (États-Unis/Israël/Allemagne)
- 2001 : The Olive Harvest de Hanna Elias (Palestine)
- 2004 : Private de Saverio Costanzo (Italie)
- 2007 : Le Mas des alouettes de Paolo Taviani et Vittorio Taviani (Italie)
- 2008 : L'Anniversaire de Leila de Rashid Masharawi (Palestine/Tunisie/Pays-Bas)
- 2010 : The Clock and the Man de Gazi Abu Baker (Israël/Palestine)
- 2014 : Girafada de Rani Massalha : Hassan
- 2016 : The Night Of : Tariq
- 2017 : Le Bureau des Légendes (Saison 3), d'Éric Rochant (Série TV, France): Ahmad Shahana
- 2017 : Wajib d'Annemarie Jacir : Abu Shadi
- 2020 : Homeland : Abdul Qadir G'ulom
- 2022 : La Conspiration du Caire (Walad Min Al Janna) de Tarik Saleh : le général Al Sakran

### Réalisateur
- 1999 : 1948, documentaire israélo-palestinien sur la Nakba
- 2002 : Jenin, Jenin, documentaire palestinien
- 2004 : Since you left, documentaire israélien
- 2009 : Zahra, documentaire palestinien
- 2024 : Janin, Jenin, documentaire palestinien (suite de Jenin, Jenin)

## Théâtre
- Saison de la migration vers le nord, mise en scène par Ouriel Zohar, Israël, 1993.
- Roméo et Juliette, mise en scène par Fouad Awad et Eran Baniel, Palestine et Israël 1994- 1996.
- Monologue Bakri, mise en scène par Ouriel Zohar, Paris, Bruxelles, Lille, etc., 1995-1997.
- La Jeune Fille et la Mort de Ariel Dorfman, mise en scène par George Ibrahim. Festival off d'Avignon - le Colibri 1997.

## Distinctions

### Récompenses
- Festival international du film de Mar del Plata 2017 : Astor du meilleur acteur pour Wajib[8]